# Montapas
Montapas és un municipi francès, situat al departament del Nièvre i a la regió de Borgonya - Franc Comtat. L'any 2007 tenia 287 habitants.

## Demografia

### Població
El 2007 la població de fet de Montapas era de 287 persones. Hi havia 136 famílies, de les quals 52 eren unipersonals (24 homes vivint sols i 28 dones vivint soles), 48 parelles sense fills, 28 parelles amb fills i 8 famílies monoparentals amb fills.
La població ha evolucionat segons el següent gràfic:
Habitants censats

### Habitatges
El 2007 hi havia 242 habitatges, 141 eren l'habitatge principal de la família i 101 eren segones residències. 240 eren cases i 2 eren apartaments. Dels 141 habitatges principals, 111 estaven ocupats pels seus propietaris, 27 estaven llogats i ocupats pels llogaters i 3 estaven cedits a títol gratuït; 3 tenien una cambra, 21 en tenien dues, 50 en tenien tres, 31 en tenien quatre i 36 en tenien cinc o més. 84 habitatges disposaven pel capbaix d'una plaça de pàrquing. A 81 habitatges hi havia un automòbil i a 49 n'hi havia dos o més.

### Piràmide de població
La piràmide de població per edats i sexe el 2009 era:
| Homes | Edats   | Dones |
| ----- | ------- | ----- |
| 0     | 95 o +  | 4     |
| 0     | 90 a 94 | 0     |
| 4     | 85 a 89 | 4     |
| 0     | 80 a 84 | 4     |
| 4     | 75 a 79 | 4     |
| 4     | 70 a 74 | 4     |
| 0     | 65 a 69 | 4     |
| 0     | 60 a 64 | 4     |
| 8     | 55 a 59 | 12    |
| 4     | 50 a 54 | 4     |
| 0     | 45 a 49 | 4     |
| 8     | 40 a 44 | 0     |
| 4     | 35 a 39 | 4     |
| 4     | 30 a 34 | 0     |
| 8     | 25 a 29 | 8     |
| 0     | 20 a 24 | 4     |
| 0     | 15 a 19 | 0     |
| 0     | 10 a 14 | 0     |
| 4     | 5 a 9   | 0     |
| 4     | 0 a 4   | 0     |

## Economia
El 2007 la població en edat de treballar era de 172 persones, 108 eren actives i 64 eren inactives. De les 108 persones actives 100 estaven ocupades (53 homes i 47 dones) i 8 estaven aturades (4 homes i 4 dones). De les 64 persones inactives 37 estaven jubilades, 10 estaven estudiant i 17 estaven classificades com a «altres inactius».

### Ingressos
El 2009 a Montapas hi havia 129 unitats fiscals que integraven 256 persones, la mediana anual d'ingressos fiscals per persona era de 14.575,5 €.

### Activitats econòmiques
Dels 8 establiments que hi havia el 2007, 2 eren d'empreses de construcció, 1 d'una empresa de comerç i reparació d'automòbils, 1 d'una empresa d'hostatgeria i restauració i 4 d'empreses de serveis.
Els 2 serveis als particulars que hi havia el 2009 eren paletes.
L'any 2000 a Montapas hi havia 15 explotacions agrícoles que ocupaven un total de 1.520 hectàrees.

## Poblacions més properes
El següent diagrama mostra les poblacions més properes.